# Guilherme (football, mai 1991)
Pour les articles homonymes, voir Guilherme.
Guilherme Costa Marques, surnommé Guilherme, né le 21 mai 1991 à Três Rios, est un footballeur brésilien qui évolue au poste d'ailier au Changchun Yatai.

## Biographie
Prêté au club turc du Yeni Malatyaspor lors de la saison 2018-2019, Guilherme voit son prêt renouvelé pour deux saisons en juillet 2019.
Le 31 janvier 2020, Guilherme est prêté au Trabzonspor pour une saison et demie et échoit du numéro six.

## Palmarès
- Champion de Pologne en 2014, 2016, 2017 et 2018 avec le Legia Varsovie
- Vainqueur de la Coupe de Pologne en 2015 et 2016 avec le Legia Varsovie